# Fritz Flachberger
Fritz Flachberger, född 18 februari 1912, död 29 juli 1992, var en friidrottare från Österrike. Han deltog vid olympiska sommarspelen 1936.